# Heber Viera
Heber Williams Viera da Silva (né le 29 avril 1979 à Salto) est un athlète uruguayen spécialiste du sprint. 

## Biographie
Heber Viera a mis un terme à sa carrière fin 2011.

### Palmarès
| Date | Compétition                    | Lieu           | Résultat | Épreuve | Performance |
| ---- | ------------------------------ | -------------- | -------- | ------- | ----------- |
| 1999 | Championnats d'Amérique du Sud | Bogota         | 3e       | 100 m   | 10 s 15     |
| 1999 | Championnats d'Amérique du Sud | Bogota         | 3e       | 200 m   | 20 s 76     |
| 1999 | Jeux panaméricains             | Winnipeg       | 8e       | 200 m   | 21 s 19     |
| 2001 | Championnats d'Amérique du Sud | Manaus         | 3e       | 100 m   | 10 s 37     |
| 2001 | Championnats d'Amérique du Sud | Manaus         | 2e       | 200 m   | 20 s 68     |
| 2002 | Championnats ibéro-américains  | Guatemala      | 1er      | 100 m   | 10 s 08     |
| 2002 | Championnats ibéro-américains  | Guatemala      | 2e       | 200 m   | 20 s 46     |
| 2003 | Championnats d'Amérique du Sud | Barquisimeto   | 2e       | 100 m   | 10 s 33     |
| 2003 | Championnats d'Amérique du Sud | Barquisimeto   | 1er      | 200 m   | 20 s 60     |
| 2003 | Jeux panaméricains             | Saint-Domingue | 5e       | 200 m   | 20 s 85     |
| 2004 | Championnats ibéro-américains  | Huelva         | 3e       | 200 m   | 21 s 30     |
| 2005 | Championnats d'Amérique du Sud | Cali           | 3e       | 100 m   | 10 s 43     |
| 2005 | Championnats d'Amérique du Sud | Cali           | 2e       | 200 m   | 20 s 62     |
| 2006 | Championnats ibéro-américains  | Ponce          | 3e       | 100 m   | 10 s 45     |
| 2006 | Championnats ibéro-américains  | Ponce          | 2e       | 200 m   | 20 s 80     |
| 2006 | Championnats d'Amérique du Sud | Tunja          | 3e       | 200 m   | 21 s 01     |
| 2007 | Championnats d'Amérique du Sud | São Paulo      | 2e       | 200 m   | 20 s 59     |

### Records
| Épreuve    | Performance | Lieu      | Date         |
| ---------- | ----------- | --------- | ------------ |
| 100 mètres | 10 s 15     | Bogota    | 25 juin 1999 |
| 200 mètres | 20 s 46     | Guatemala | 12 mai 2002  |